# Paso Bernina
El Paso de Bernina es un puerto de montaña situado en el Macizo de la Bernina, dentro de la cordillera de los Alpes, y que se encuentra en Suiza, aunque muy cerca de la frontera con Italia.

## Descripción
La ascensión del puerto tiene una longitud de 17,9 km, con una pendiente media del 7,3 % cuando se comienza desde la localidad suiza de Poschiavo. Si se hace desde la localidad de Pontresina el puerto tiene una longitud 33,4 km, aunque la pendiente media desciende al 5,7 %.